# Ollie
 (novembre 2022).
Si vous disposez d'ouvrages ou d'articles de référence ou si vous connaissez des sites web de qualité traitant du thème abordé ici, merci de compléter l'article en donnant les références utiles à sa vérifiabilité et en les liant à la section « Notes et références ».
Pour les articles homonymes, voir Ollie (homonymie).
Pour l’article ayant un titre homophone, voir Au lit.

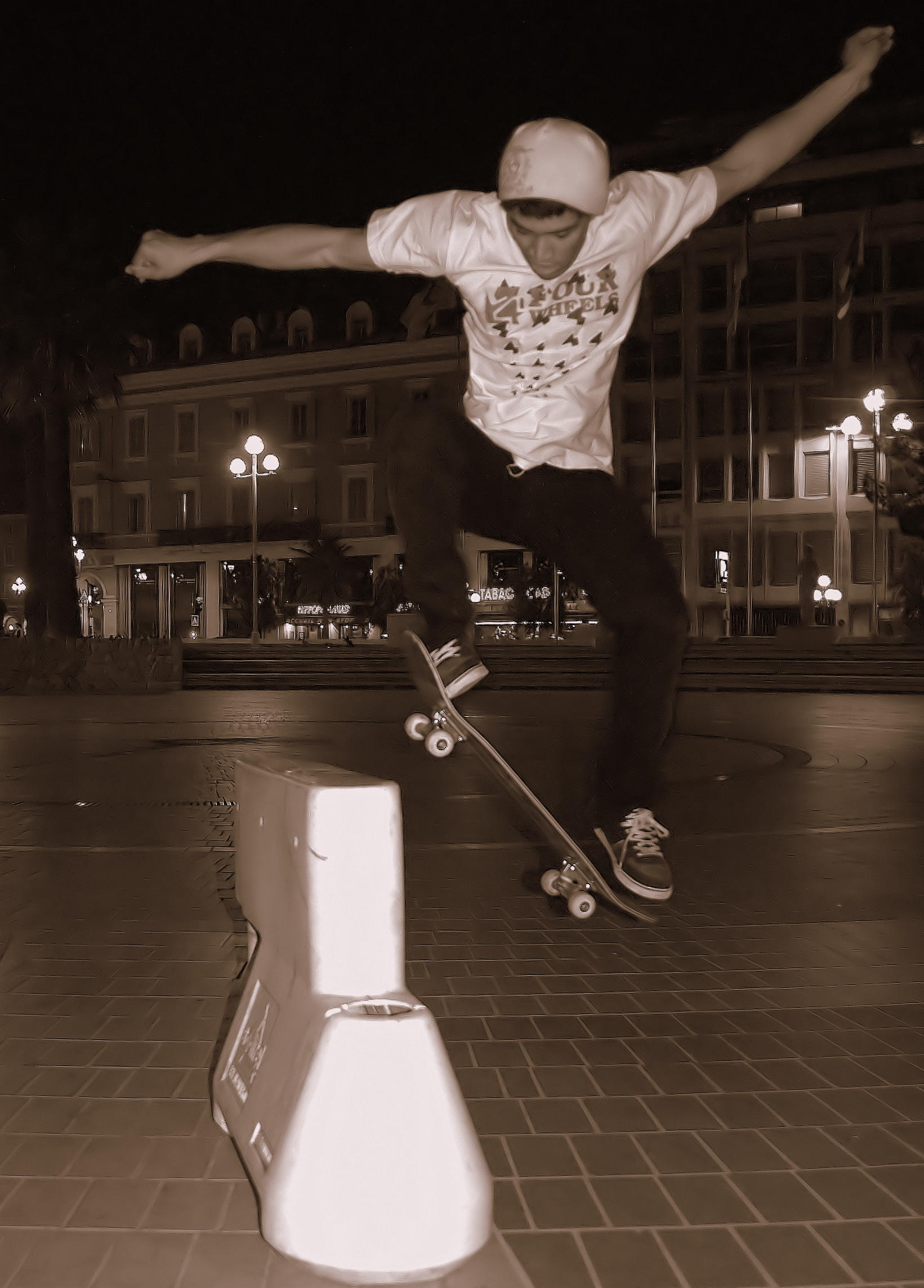
Exemple d'un ollie.

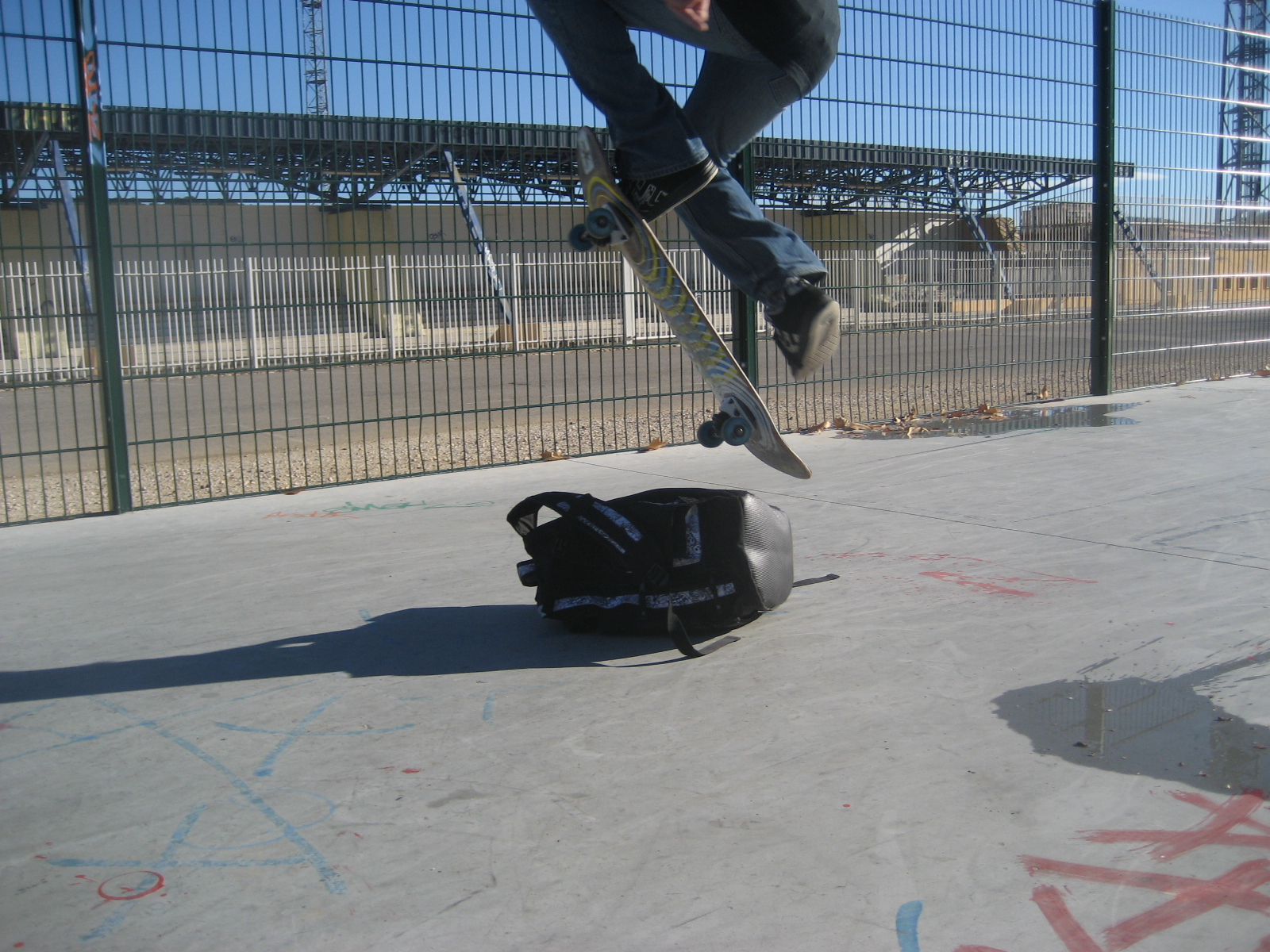
Un skateur effectuant un « switch ollie ».

Un ollie est la figure de base du skateboard. Il s'agit d'un saut effectué avec la planche.

## Historique
Le ollie a été inventé par Alan « Ollie » Gelfand, en 1978, sur les rampes dont il était adepte. Le ollie fut pratiqué en rampe jusqu'en 1981, lorsque Rodney Mullen réalisa le premier ollie sur du plat (en flat). Dès lors, les skateboarders ont commencé à se jouer des obstacles de la rue beaucoup plus facilement. En effet, jusqu'alors, ils devaient sauter en « boneless », une technique bien plus périlleuse, ou en « no comply ».

## Mouvement à effectuer
Le mouvement à effectuer est le suivant : il s'agit tout d'abord de claquer le « tail » (la queue, l'arrière de la planche). L'avant de la planche monte. Après cela, il faut gratter le grip avec son pied avant tout en montant les genoux pour faire décoller l'arrière de la planche.
Une façon d'entrer un ollie plus haut et plus facilement se base sur la troisième loi de Newton (loi de l'action et de la réaction). Cette astuce consiste, lors de la première phase de la technique, à abaisser le tail jusqu'au sol. Si la force est exercée convenablement, la force de réaction issue du sol fera littéralement rebondir le tail, le faisant s'élever beaucoup plus facilement. Cette astuce n'est pas indispensable, mais facilite énormément la réalisation de nombreux « tricks » (figures). Faire claquer l'arrière de sa planche afin de le faire rebondir s'appelle « popper ».
La vitesse n'est pas nécessaire pour effectuer un ollie. Celui-ci peut même se faire à l'arrêt. En effet, seules la technique et la réaction du sol comptent pour faire décoller la planche. Toutefois, il est parfois plus facile de popper lorsqu'on est en mouvement.
Les caractéristiques physiques du skateur, notamment sa taille et la puissance de détente de ses jambes, influent directement sur la hauteur de ses ollies (comme pour la hauteur des sauts au basket-ball par exemple), mais le principal facteur qui influe sur la hauteur est le timing et la coordination des jambes. Ainsi deux skaters de même gabarit peuvent avoir des ollies de tailles très différentes, et il n'est pas rare de voir un skateur de gabarit inférieur à la moyenne effectuer des ollies de taille supérieure à la moyenne, et inversement. On peut noter cependant que les recordmen de la discipline sont très souvent de grande taille (Danny Wainwright, Reese Forbes, Andrew Brophy), ou ont une musculature plus développée que la moyenne (Luis Tolentino).

## Variantes
Il existe des variantes du ollie : en tapant le nose (nez) de la planche (nollie), en roulant en « switch » — avec les pieds inversés — (« switch ollie » ou « ollie switch »), en roulant à l'envers (« fakie ollie ») ou encore en « 180 ollie », où le skater et la planche effectuent une rotation de 180° durant le ollie.
Cette technique permet de sauter assez haut. Pour le ollie, les records de hauteur se situent autour de l'équivalent d'une dizaine de planches empilées, et à peine moins pour le nollie. Le record du monde officiel mesuré en compétition est détenu par Danny Wainwright avec une hauteur de 44,5 pouces, soit environ 1,13 mètre.[réf. nécessaire]